# Gene Allen (Szenenbildner)
Gene Allen (* 17. Juni 1918 in Los Angeles; † 7. Oktober 2015 in Newport Beach, Kalifornien) war ein US-amerikanischer Artdirector und Szenenbildner.

## Leben
Gene Allen zeigte bereits in der Schule zeichnerisches Talent. Doch als Sohn eines Captain des Los Angeles Police Department ging er zunächst auf die LA Police Academy, was ihm Ideen für spätere Drehbücher bescherte. Er fertigte unzählige kleine Zeichnungen an, die er dann sechzig Jahre später zum Leben erweckte. Mit dem Beginn des Zweiten Weltkrieges beendete er seine Polizeilaufbahn und ging zur US-Marine.
Er absolvierte die Carthay Zentrum Grammar School, John Burroughs Junior High und Fairfax Hochschule. Danach ging er nach Santa Monica auf das Junior College, allerdings nur für sehr kurze Zeit. Als talentierter Künstler arbeitet er in Werbebüros, bis er den Weg zum Film fand und mit dem Regisseur und Filmproduzenten George Cukor sehr erfolgreich zusammenarbeitete.
Er gewann 1964 den Oscar für Art Direction. Er stand der „Art Directors Guild“ vor und war von 1983 bis 1985 Präsident der Academy of Motion Picture Arts and Sciences.
Mit Ehefrau Iris hat er den gemeinsamen Sohn, Jon Patrick. Gene Allen starb am 7. Oktober 2015 im Alter von 97 Jahren im kalifornischen Newport Beach.

## Filmografie (Auswahl)

### Art Director (Künstlerischer Leiter)
- 1956: Knotenpunkt Bhowani  (Regie: George Cukor)
- 1956: Zurück aus der Ewigkeit (Regie: John Farrow)
- 1957: Die Girls  (Regie: George Cukor)
- 1958: König der Spaßmacher (Regie: Michael Kidd)
- 1960: Die Dame und der Killer (Regie: George Cukor)
- 1960: Prinzessin Olympia  (Regie: Michael Curtiz)
- 1960: Machen wir’s in Liebe  (Regie: George Cukor)
- 1962: Something’s Got to Give  (Regie: George Cukor)
- 1964: My Fair Lady (Regie: George Cukor)

### Production Designer (Szenenbild)
- 1954: A Star Is Born (Regie: George Cukor)
- 1954: Die Tochter des Kalifen (Regie: Don Weis)
- 1962: Der Chapman-Report (Regie: George Cukor)
- 1964: My Fair Lady
- 1970: Geschossen wird ab Mitternacht (Regie: Gene Kelly)
- 1975: At Long Last Love (Regie: Peter Bogdanovich)

## Auszeichnungen
- Oscar für My Fair Lady, Oscar für Art Direction (1964)[5]
- Nominierung A Star is Born und Les Girls[6]